# 대한민국 형법 제90조
대한민국 형법 제90조는 내란죄와 내란목적살인죄의 예비·음모와 선동·선전의 처벌에 관한 형법 각칙의 조문이다. 외국인이 한국 밖에서 이 범죄를 저지르더라도 예외적으로 처벌하고 있다

## 조문
| 제90조 【예비 · 음모 · 선동 · 선전】 ① 제87조 또는 제88조의 죄를 범할 목적으로 예비 또는 음모한 자는 3년 이상의 유기징역이나 유기금고에 처한다. 단, 그 목적한 죄의 실행에 이르기 전에 자수한 때에는 그 형을 감경 또는 면제한다. ② 제87조 또는 제88조의 죄를 범할 것을 선동 또는 선전한 자도 전항의 형과 같다. |

## 판례

### 이석기 내란 선동 사건
| 【판결요지】 특정 정당 소속의 국회의원 피고인 갑 및 지역위원장 피고인 을이 공모하여, 이른바 조직원들과 두 차례 회합을 통하여 회합 참석자 130여 명에게 한반도에서 전쟁이 발발하는 등 유사시에 상부 명령이 내려지면 바로 전국 각 권역에서 국가기간시설 파괴 등 폭동을 할 것을 주장함으로써 내란의 죄를 범할 것을 선동하였다는 내용으로 기소된 사안에서, 당시의 한반도 정세, 각 회합의 내용 및 경위, 회합 참석자들의 성향·구성 및 피고인들과 관계, 피고인들의 경력과 범죄전력, 피고인들이 각 회합에서 맡은 역할과 발언 내용, 회합 참석자들의 강연 청취태도 및 발언 등 제반 사정을 종합할 때, 피고인들의 발언은 아직 전쟁 위기가 완전히 해소된 상태가 아니고 북한의 도발이 계속되는 당시의 상황에서 각 회합 참석자들에게 특정 정세를 전쟁 상황으로 인식하고 가까운 장래에 구체적인 내란의 결의를 유발하거나 증대시킬 위험성이 충분하므로, 피고인들의 행위는 그 자체로 위험성이 있는 내란 선동행위에 해당한다는 이유로, 피고인들에게 유죄를 인정한 원심판단을 정당하다고 한 사례. — 대법원 2015. 1. 22. 선고 2014도10978 전원합의체 판결 【내란음모·국가보안법위반(찬양·고무등)·내란선동】 - 본 판결에서 피고인들에게 '내란선동죄'에 대해서는 유죄를 인정하였고 '내란음모죄'에 대해서는 무죄를 선고하였다. |

## 필요적 감면
죄의 실행에 이르기 전에(예비, 음모단계) 자수한 때에는 형을 감경 또는 면제한다.

## 같이 보기
- 이석기 내란 선동 사건
- 내란죄

1. ↑  대한민국 형법 제5조(외국인의 국외범)